# Akamaru (Naruto)
Akamaru este un personaj din seria de anime Naruto.
Vârsta: 3-4 ani
Părul: alb
Înălțimea: 29 cm
Greutatea: 5,3 kg
Akamaru este câinele lui Kiba. El poate simți chakra adversarului și îl poate informa pe Kiba de gradul de putere al inamicului. În serialul Naruto, el stă pe capul lui Kiba sau în haina acestuia, dar în Shippuuden devine atât de mare și puternic încât îl cară be Kiba pe spatele său.